# ام‌ام‌کی
ام‌ام‌کی (به انگلیسی: MMK) مختصر شده نام؛ شرکت آهن و فولاد ماگنیتوگورسک (به روسی: Магнитогорский металлургический комбинат) شرکت فولادسازی روس است، که به‌عنوان سومین تولیدکننده فولاد در روسیه به‌شمار می‌آید. دفتر مرکزی این شرکت در شهر ماگنیتوگورسک، در استان چلیابینسک مستقر می‌باشد.